# Daniel Bohnacker
Daniel Bohnacker (* 21. Februar 1990 in Blaubeuren) ist ein deutscher Freestyle-Skier. Er ist auf die Disziplin Skicross spezialisiert.

## Biografie
Der aus Westerheim (Württemberg) stammende Bohnacker war zu Beginn seiner Sportkarriere ein alpiner Skirennläufer. Er nahm ab Januar 2006 an FIS-Rennen und nationalen Meisterschaften teil, konnte aber keine nennenswerten Erfolge erzielen. Nach der Saison 2008/09 wechselte er zur Freestyle-Disziplin Skicross. Zunächst kam er hauptsächlich im Europacup zum Einsatz. Sein Debüt im Weltcup hatte er am 14. März 2009 in Hasliberg, wo er aber nicht über Platz 78 hinauskam.
Bohnacker verpasste in der Saison 2009/10 die Qualifikation für die Olympischen Winterspiele. Als Zehnter des Weltcuprennens in Grindelwald gewann er am 12. März 2010 erstmals Weltcuppunkte. Im Oktober 2010 begann er Wirtschaftsinformatik zu studieren. Der Durchbruch an die Weltspitze gelang Bohnacker im Winter 2010/11. Nach verhaltenem Saisonstart gewann er am 12. Januar 2011 das Rennen in Alpe d’Huez. Knapp zwei Monate später folgte in Hasliberg der zweite Podestplatz. In der Saison 2011/12 war ein dritter Platz sein bestes Ergebnis, in der Saison 2012/13 ein zweiter Platz. Zwei Podestplätze gelangen ihm in der Saison 2013/14; hinzu kamen sechs weitere Top-10-Platzierungen, womit er sich in der Skicross-Disziplinenwertung als Dritter klassierte. bei den Olympischen Winterspielen 2014 fuhr er auf Platz 19.
Zwei Podestplätze und vier weitere Top-10-Platzierungen bedeuteten für Bohnacker im Winter 2014/15 den siebten Platz in der Skicross-Disziplinenwertung des Weltcups. Im darauf folgenden Winter 2015/16 gelangen ihm fünf Top-10-Platzierungen. Gegen Ende der Saison 2016/17 erzielte er mit Platz 3 in Sunny Valley wieder einen Podestplatz. In der Saison 2017/2018 zog sich Bohnacker in Nakiska einen Kreuzbandriss zu und verpasste die Teilnahme an den Olympischen Spielen von Pyeongchang. In der Saison 2018/19 stieg er wieder ins Renngeschehen ein. Mit vier Top-10-Ergebnissen belegte er Rang 16 im Gesamtklassement. In der Saison 2019/2020 erzielte er in Nakiska Platz 3 und im schwedischen Idre errang er seinen zweiten Weltcupsieg. Die Weltcupsaison schloss er mit dem achten Platz in der Skicross-Disziplinenwertung ab.

## Erfolge

### Olympische Spiele
- Sotschi 2014: 19. Skicross

### Weltmeisterschaften
- Deer Valley 2011: 18. Skicross
- Voss 2013: 14. Skicross
- Kreischberg 2015: 13. Skicross
- Sierra Nevada 2017: 14. Skicross

### Weltcupwertungen
| Saison  | Gesamt | Gesamt | Skicross | Skicross |
| Saison  | Platz  | Punkte | Platz    | Punkte   |
| ------- | ------ | ------ | -------- | -------- |
| 2009/10 | 112.   | 4      | 40.      | 44       |
| 2010/11 | 28.    | 27     | 9.       | 299      |
| 2011/12 | 81.    | 12     | 22.      | 115      |
| 2012/13 | 52.    | 22     | 10.      | 216      |
| 2013/14 | 17.    | 36     | 3.       | 399      |
| 2014/15 | 25.    | 30     | 7.       | 325      |
| 2015/16 | 48.    | 24,25  | 10.      | 291      |
| 2016/17 | 97.    | 13,93  | 18.      | 195      |
| 2017/18 | 229.   | 12,60  | 44.      | 26       |
| 2018/19 | 69.    | 19,73  | 16.      | 217      |
| 2019/20 | 49.    | 24,82  | 8.       | 273      |
| 2020/21 |        |        | 32.      | 85       |

### Weltcupsiege
Bohnacker errang im Weltcup bisher 11 Podestplätze, davon 2 Siege:
| Datum           | Ort         | Land       |
| --------------- | ----------- | ---------- |
| 12. Januar 2011 | Alpe d’Huez | Frankreich |
| 26. Januar 2020 | Idre        | Schweden   |

### Weitere Erfolge
- Winter-X-Games 2012: 12. Skicross